# Ormiscodes rufosignata
Ormiscodes rufosignata är en fjärilsart som beskrevs av Blanchard 1852. Ormiscodes rufosignata ingår i släktet Ormiscodes och familjen påfågelsspinnare. Inga underarter finns listade i Catalogue of Life.